# Le Pistolero de Tombstone
Pour plus de détails, voir Fiche technique et Distribution.
Le Pistolero de Tombstone (Rimase uno solo e fu la morte per tutti) est un western spaghetti italien sorti en 1971, réalisé par Edoardo Mulargia.

## Synopsis
Deux frères, le shérif Dakota et Slim, sont confrontés à une bande de voleurs. Le chef de ces bandits parvient à faire condamner Dakota à la détention, accusé d'avoir tué les membres de l'escorte d'une diligence et d'en avoir dérobé l'argent transporté. Dakota est évidemment démis de sa fonction de shérif. Slim libère cependant son frère et à eux deux, ils mettent en difficulté la bande : pour s'en sortir, les bandits décident de faire un dernier coup avant de passer la frontière pour trouver refuge.

## Fiche technique
- Titre français : Le Pistolero de Tombstone
- Titre original italien : Rimase uno solo e fu la morte per tutti
- Genre : western spaghetti
- Réalisation : Edoardo Mulargia (sous le pseudo d'Edward G. Muller)
- Scénario : Alessandro Schirò, Edoardo Mulargia
- Musique : Felice et Gianfranco Di Stefano
- Production : Trans World Films
- Photographie : Antonio Modica
- Montage : Enzo Alabiso
- Décors : Giovanni Fratalocchi
- Maquillage : Romolo Sensoli
- Format d'image : 2.35:1
- Durée : 84 minutes
- Année de sortie : 1971
- Pays de production :  Italie
- Langue originale : italien
- Distribution en Italie : Indipendenti Regionali
- Date de sortie en salle en France : 29 septembre 1972[2]

## Distribution
- Tony Kendall : Dakota
- James Rogers : Slim
- Dino Strano (sous le pseudo de Dean Stratford) : Alvarez
- Sophia Kammara : Jane
- Omero Gargano : Donovan
- Celso Faria : shérif de Santa Cruz
- Nino Musco : hôte à Santa Cruz
- Bruno Boschetti : juré au procès
- Attilio Dottesio : directeur de la prison
- Domenico Maggio : homme d'Alvarez
- Fortunato Arena : Jackson
- Vincenzo Maggio : directeur de la banque à Santa Cruz
- Sergio Sagnotti : pistolero avec Alvarez
- Michele Branca : pistolero avec Alvarez
- Enzo Pulcrano : homme d'Alvarez